# Earle Morris
Earle Morris, Jr. (* 14. Juli 1928 in Pickens, Pickens County, South Carolina; † 11. Februar 2011) war ein US-amerikanischer Politiker der Demokratischen Partei.
Während seiner politischen Karriere gehörte Morris sowohl dem Repräsentantenhaus als auch dem Senat von South Carolina an. Im Jahr 1971 wurde er zum Vizegouverneur gewählt, ein Amt, das er bis 1975 bekleidete. Von 1976 bis 1999 war er comptroller general des Bundesstaates. Durch seine Arbeit erwarb sich Morris vor allem im Nordwesten South Carolinas viel Ansehen. In Pickens County wurde unter anderem ein Highway nach ihm benannt.
2003 bekam dieses Ansehen Risse, als das Unternehmen Carolina Investors, dessen Vorstand Morris war, infolge riskanter Geschäfte zusammenbrach. Mehr als 8000 Anleger verloren ihr Geld, eine Summe von 275 Millionen Dollar, und waren damit um ihre Ersparnisse, College Funds und Altersvorsorgen gebracht. Morris wurde nun zusammen mit einigen anderen Führungskräften wegen ihrer Rolle bei dem Kollaps des Unternehmens vor Gericht gestellt. Er wurde in 22 Fällen des Börsenbetrugs für schuldig gesprochen und zu drei Jahren und acht Monaten Gefängnis verurteilt. Er trat seine Haft Januar 2008 an. Im März 2010 wurde er aus gesundheitlichen Gründen – Morris litt an Prostatakrebs – aus der Haft entlassen.
Morris starb am 11. Februar 2011 im Alter von 82 Jahren. Er war verheiratet.